# PC-Spiel

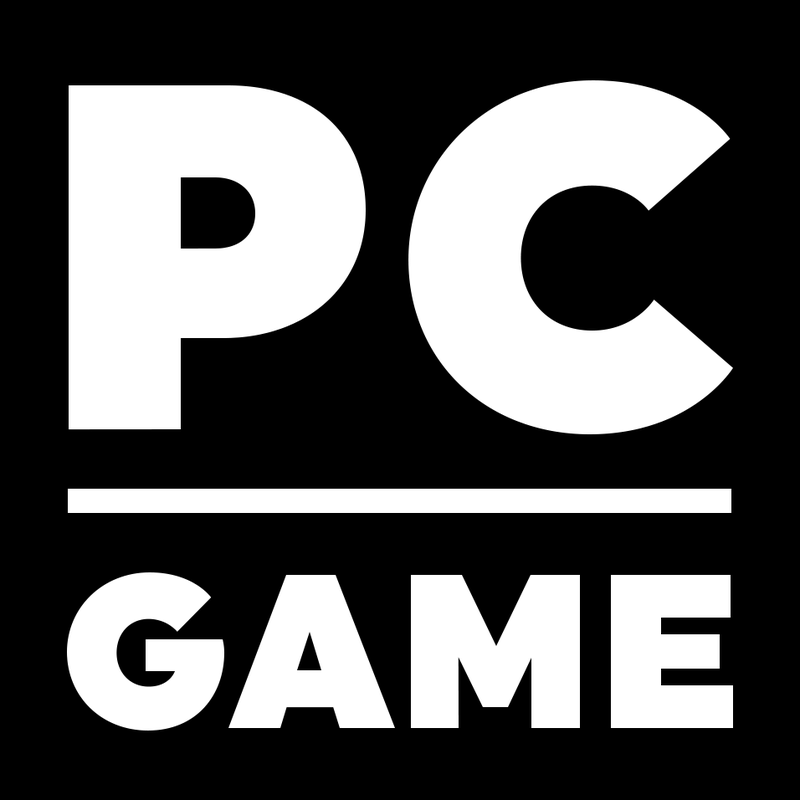
Ein ähnliches Logo findet sich auf vielen Hüllen von Windows-PC-Spielen

Ein PC-Spiel ist ein Computerspiel, das auf einer Personal-Computer-Plattform läuft. Wegen des großen Erfolg des IBM PC und der IBM-PC-kompatiblen Computer wird jedoch oft „PC“ mit „IBM-PC-kompatibel“ gleichgesetzt und ein PC-Spiel kann kontextabhängig auch das Windows-Spiel oder, mit den bis in die 1990er Jahre verbreiteten ursprünglichen IBM-kompatiblen PCs, das DOS-Spiel meinen. Der Windows-PC gilt als die weltweit wichtigste Spieleplattform.

## Abgrenzung

Ein PC-CD-ROM Logo, das von den meisten PC-Spielen verwendet wird, die im CD-Format verkauft werden

Ein PC-DVD-ROM Logo, das von den meisten PC-Spielen verwendet wird, die im DVD-Format verkauft werden

Der Begriff „PC-Spiel“ ist ebenso kontextabhängig wie der Begriff „Personal Computer“ selbst. Einerseits bezieht sich die Abkürzung „PC“ auf alle Allzweckrechner für den persönlichen Gebrauch. Ein PC-Spiel grenzt sich damit von Computer- oder Videospielen auf anderen Plattformen wie z. B. Spielkonsolen, auf denen Konsolen-Spiele laufen, oder Smartphones, auf denen Handy-Spiele laufen, ab.
Andererseits steht „PC“ speziell für den IBM-kompatiblen PC. Daher sind viele PC-Spiele für die auf PCs laufenden Betriebssysteme MS-DOS – und dazu kompatibles DOS wie PC DOS – der 1980er und 1990er Jahre, oder seit Mitte der 1990er Jahre für eine Version von Windows programmiert. Windows-Spiele für die x86-Architektur werden oft mit PC-Spielen gleichgesetzt. Viele PC-Spiele sind mit Windows auf anderen Plattformen, etwa auf der Arm-Architektur, nicht kompatibel. Neben der Prozessorarchitektur spielen weitere Hardware-Details eine Rolle, etwa die Grafikkarte: Gamer- oder Gaming-PCs und -Laptops sind speziell für diesen Zweck ausgelegte, meist leistungsfähigere (Windows-)Computer.

### Personal Computer
Zu PC-Spielen in der allgemeinen Bedeutung zählen sowohl DOS- und Windows-Spiele als auch Mac- und Linux-Spiele. Auch die Plattformen der Heimcomputer zählen zur Klasse der Personal Computer, sodass auch C64-, Amiga- und Apple-II-Spiele im allgemeinen Sinn „PC-Spiele“ sind.

### IBM-kompatible DOS- und Windows-PCs
In diesem Kontext bezeichnet „PC-Spiel“ speziell den PC als Plattform des IBM-PC-kompatiblen Computers – derartige PC-Spiele sind daher DOS- oder Windows-Spiele. Macs und andere PC-Betriebssysteme, wie beispielsweise Linux, sind dann nicht gemeint. Für letzteres wird die Bezeichnung „Linux-Spiel“ verwendet, was sich allerdings ebenfalls nahezu immer auf die x86-Architektur bezieht. Wie auch bei Windows sind andere Architekturen als x64 bzw. x86-64 (64-Bit-x86), bei älteren Spielen auch noch IA-32 (32-Bit-x86, retronym manchmal auch mit „x86-32“ bezeichnet), auf denen Linux ebenfalls läuft, im Normalfall nicht im Begriff „Linux-Spiel“ enthalten, obwohl es Ausnahmen bzw. Portierungen gibt. Allerdings gibt es Software um PC-Spiele für DOS oder Windows auch unter Linux zu nutzen. Auch können PC-Spiele teils auf anderen Prozessorarchitekturen gespielt werden, was jedoch hauptsächlich bei Retro-Spielen und Konsolenspielen mittels Emulation umgesetzt wird.

## Konkurrenz
Konkurrenz-Spieleplattformen zu (Windows-)PC-Spielen sind Mac-Spiele und Linux-Spiele. Im allgemeinen Sinn sind der Hauptkonkurrent aller PC-Spiele die Konsolenspiele. Daneben haben in den letzten Jahren auch Smartphones dem PC im Bereich der Gelegenheitsspiele Konkurrenz gemacht.